# Spagat
Spagat (ej at forveksle med split) er en siddende balletstilling med benene i en position med et ben fremadrettet og et ben bagudrettet. Bruges også i gymnastik. Øvelsen kræver stor smidighed i udøverens led, men nogle personer, der lider af hypermobilitet kan uden videre gå i spagat uden på forhånd at varme op eller have trænet led og ledbånd

## Galleri
- Spagat ved gymnastikopvisning.
- Spagat anvendt ved cirkus- /teater-opvisning.

| Dans | Spire Denne artikel om dans eller danseudtryk er en spire som bør udbygges. Du er velkommen til at hjælpe Wikipedia ved at udvide den. |